# Jikulumessu
Jikulumessu: Abre o Olho est une telenovela angolaise produite par Semba Comunicação.
Elle est diffusée en Angola entre le 20 octobre 2014 et le 10 mai 2015, au Brésil entre le 25 mai 2017 et le 9 novembre 2017, en France d'outre-mer sur le réseau Outre-Mer 1re en 2016 et en France Métropolitaine sur IDF1 depuis le 23 mai 2018.

## Synopsis
L’histoire commence à Lubango en 1998, lorsque Joël, un garçon de 17 ans, est admis dans l’un des collèges les plus prestigieux en Angola : le Collège International Santa Agnès. À ce moment-là, il est témoin d’un accident mortel causé par deux adolescents Bianca et Greg qui ont pris la fuite. La victime s’avère être la grand-mère de Djamila, l’amour de Joël. Pour rejoindre Santa Agnès, il quitte alors Lubango avec sa mère Laura et sa sœur Nina pour rejoindre son oncle Roberto à Luanda. Mais ce qui semblait être un rêve, se transforme rapidement en un cauchemar lorsque Bianca et Greg le reconnaîtront et mettront tout en œuvre pour le chasser du collège afin de préserver leur terrible secret. Il est expulsé de Santa Agnès car il est accusé de viol, ce qui le retient à l’école et l’empêche de sauver sa mère qui finit par mourir. 
Après cette tragédie, il prend la décision d’aller poursuivre ses études à New York tout en nourrissant un projet de vengeance et l’espoir de retrouver son amour d’enfance Jamilah.
En 2014, tous ceux qui l’ont blessé dans le passé ont réussi dans la vie… mais tout va changer le jour où Joël devenu riche, revient à Luanda avec Kim, sa meilleure amie, pour mettre son plan de vengeance à exécution.
Cependant, cette revanche ne sera pas facile… surtout quand Joël rencontre son amour du passé dans la ville, Jamilah.
Joël suivra-t-il la voie de l’amour ou celle de la vengeance ?
L’intrigue se déroule dans plusieurs villes, de Luanda à Namibe, en passant par Lubango et New York. Les personnages se frayent un chemin en cherchant à réaliser leurs rêves et à se battre pour leurs convictions.

## Personnages

### Joel

#### Sa philosophie: "En persévérant, on parvient toujours à ses fins."
Étudiant appliqué, il reçoit une bourse pour entrer au prestigieux collège International Sainte-Agnès de Luanda. Collège où il sera menacé et où des camarades provoqueront son renvoi. Joel obtiendra un MBA aux Etats-Unis et créera sa propre entreprise dans le domaine de la musique. Quelques années plus tard, il reviendra à Luanda pour se venger et retrouver Djamila, la jeune femme qu'il aime.

### Djamila

#### Sa philosophie: "De chaque chute, tu te relèveras."
Djamila, une jeune adolescente discrète a pour rêve de devenir une chanteuse à succès comme son modèle, la diva qu'elle a vu chanter un soir au cinéma Impala de Namibe. Elle aura un coup de foudre pour Joel dès le premier regard. Une relation qui sera rythmée par des hauts et des bas. Elle ne comprendra pas le désir de vengeance de Joel.

### Greg

#### Sa philosophie: " Vouloir, pouvoir et commander."
Il étudie au collège International Sainte-Agnès de Luanda en même temps que Joel. Leur relation sera tendue surtout lorsque Joel découvrira que Greg fait du trafic de cocaïne. Greg n'aura alors de cesse de vouloir le faire renvoyer. Il se mariera avec Bianca mais multipliera les liaisons et essaiera même de s'interposer entre Joel et Djamila. Son rêve ? Etre puissant et conquérir Djamila.

### Bianca

#### Sa philosophie: "Tous les moyens sont bons pour arriver au sommet."
Elle étudie aussi au collège International Sainte-Agnès en même temps que Greg et Joel. Elle se mariera avec Greg pour maintenir son statut social et sera au courant des liaisons de son mari mais ne dira rien. Bianca tombera amoureuse du chauffeur de sa famille ( Nuno Nassoma ) sans pour autant se l'avouer. Tout changera lorsque Djamila apparaitra dans la vie de Greg.

## Distribution
- Heloísa Jorge / Sandra Gomes : Djamila Pereira
- Borges Macula / Fernando Mailonge : Joel Kapala
- Marta Faial / Yaritsa Resende : Bianca Nambe
- Fredy Costa et João Chaves : Gregório Kiala
- Luísa Ventura : Carla Kiala
- Celso Roberto : Bruno Maieco
- Ilda Costa : Cândica Pereira
- Pedro Hossi / Rui Orlando : Carlos Nambe
- Joel Benoliel : Celso Capita
- Dinamene : Elena Paca
- Constância Lopes : Elisa Cabral
- Daniel Martinho : Emanuel Kiala
- Cláudio Bartolomeu : Fernando Loca
- Rafael Almeida : Gerson Cange Gonçalves
- Eric Santos : Ivo Kapala
- Orlando Sérgio : José Loca
- Isalina Gonçalves : Jurema Kiala
- Henza Benchimol / Maya Zuda : Kleide Miranda
- Ana Karina : Laura Kapala
- Carla Aragão / Edusa Chindecasse : Lemba Cabral
- Maueza Monteiro : Margarita Estevão
- Josefa Ferraz : Maria Cabral
- Grace Mendes : Nayr Cange
- Nicole Julio / Canicia : Nina Kapala
- Joicelino Bembo : Nuno Nassoma
- Ana Almeida : Nzola Cabral
- Xavier António : Pedro Kiala
- Ery Costa : Roberto Cabral
- Macgonel : Rui Paca
- Elisângela Gomes : Sara Paca
- Isabel Silva : Soraya Nambe
- Filomena Reis : Vanessa Loca
- Miguel Hurst : Walter Nambe
- Sofia Buco : Weza Estevão
- Délcio Rodrigues : William Costa
- Raul Chitacaia Cachombo : RC-MC
- Jani Zhao : Lao Kim

## Diffusion internationale
| Pays                     | Chaînes                      | Titre                     |
| ------------------------ | ---------------------------- | ------------------------- |
| Angola                   | TPA Internacional            | Jikulumessu - Abre O Olho |
| Portugal                 | RTP 1                        | Abre O Olho               |
| Brésil                   | TV Brasil                    | Jikulumessu               |
| Outre-Mer Afrique France | Réseau Outre-Mer 1re A+ IDF1 | Jikulumessu               |
| Nigéria                  | Africa Magic                 | Jikulumessu               |

## Récompenses
| Année | Prix                             | Catégorie                                | Resultats  |
| ----- | -------------------------------- | ---------------------------------------- | ---------- |
| 2015  | Seoul International Drama Awards | Meilleure Série Dramatique               | Gagnante   |
| 2015  | Emmy Internacional               | Meilleure Telenovela                     | Nomination |
| 2017  | FESPACO                          | Meilleure Série de Télévision en Afrique | Nomination |
| 2017  | Écrans noirs                     | Meilleure Série Télévisée                | Nomination |